# フランス革命 (映画)
『フランス革命』（ふらんすかくめい、原題：La Révolution française）は、フランス革命200周年を記念して制作された、1989年のフランス・ドイツ・イタリア・カナダの合作映画である。前編『輝ける年月』(les Années lumière, ロベール・アンリコ監督) と後編『恐るべき年月』(les Années terribles, リチャード・T・ヘフトン監督) の二部構成で、1789年の全国三部会の招集から1794年のテルミドールのクーデターまでを描く。日本では未公開で、2024年現在まで映像ソフトも発売されていない。

## あらすじ

### 前編「輝ける年月」
映画は1774年、ルイ＝ル＝グラン学院の生徒である少年時代のロベスピエールが雨のふりしきる中、ルイ16世の乗る馬車の前で文章を朗読する場面から始まる。馬車の跳ね返りをかけられたロベスピエールは泥まみれになり、みんなの笑いものにされるが、クラスメートのカミーユ・デムーランに慰められる。
舞台は15年後の1789年に飛ぶ。全国三部会が招集されるが、ロベスピエールやミラボーら第三身分代表は憲法が制定されるまで解散しないことを誓う（テニスコートの誓い）。さらに財務長官ジャック・ネッケルが罷免されると、売れない弁護士でジャーナリストになっていたデムーランはパリ・ロワイヤルでアジ演説を行う。デムーランの友人でそれなりに成功していた弁護士ダントンも感化され、コルドリエ修道院で人々を扇動した。革命家や民衆は武器と火薬を求め、バスティーユ牢獄に集まった。ド・ローネー司令官率いる守備隊との間で戦闘が起こり、革命派が勝利を収める（バスティーユ襲撃）。
8月には人権宣言が制定され、ラファイエットが議会で条文を読み上げる。10月、食糧難のさなか、女性たちを中心とする数千人がパリからヴェルサイユへとパンを求めて行進する（ヴェルサイユ行進）。女性たちはヴェルサイユ宮殿を襲撃し、王宮を取り囲む群衆は国王夫妻にバルコニーに出るよう要求する。ルイ16世に続きマリー・アントワネットがバルコニーに現れ、ひざまずいて許しを請う。国王一家はヴェルサイユからパリのチュイルリー宮殿に移る。
その後、ルイ16世は医師のギヨタンにギロチンと名付けられた新しい処刑器具の模型を見せられる。 また信教や言論の自由が宣言される中、デムーランは政治新聞『フランスとブラバンの革命』を創刊する。 1790年、国王一家臨席のもとシャン・ド・マルスで祝祭が開かれ（全国連盟祭）、壇上のラファイエットは民衆にフランスへの忠誠を誓うよう求めた。
その直後、ナンシー連隊で反乱が起こり、多くの者が公開処刑された（ナンシー事件）。これを受けダントンは議会に乗り込み、大臣らの辞任を要求した。また民衆による教会襲撃が多発するようになった。このような情勢を受け、国王一家はパリを脱出し外国への逃亡を図る。だが道中で身元を特定され、彼らはパリに連れ戻された（ヴァレンヌ逃亡事件）。 これを機にフランス各地で国王の廃位を求める声が高まる。
1791年7月17日、一年前に連盟祭が行われたシャン・ド・マルスに革命派の人々が集まった。しかし国民衛兵隊が威嚇射撃を行ったため、群衆は兵士たちに向かって石などを投げ始めた。 パリ市長のバイイは部隊に発砲を命じ、何十人もの死傷者を出す事態となった（シャン・ド・マルスの虐殺）。マラーやダントンはロンドンへ亡命し、ロベスピエールは彼を支持するデュプレ家に匿われる。
数週間後、ロベスピエールの反対むなしくルイ16世と議会はヨーロッパの列強に宣戦布告するが（フランス革命戦争の開始）、当初フランス軍は惨敗を続ける。前線に向かうフランス兵の間で、「ラ・マルセイエーズ」と名付けられることになる歌が口ずさまれる。
1792年8月10日、数千人の革命派勢力がパリ市庁舎やチュイルリー宮殿を包囲し、武力衝突が起こる。スイス衛兵との間で激しい銃撃戦が繰り広げられ、双方ともに多数の死者を出すが、革命軍が勝利した（8月10日事件）。 ルイ・カペーは息子に「フランスにはもはや王はいない」と告げた。

### 後編「恐るべき年月」
8月10日事件によって国王は廃位され、一家はタンプル塔に収監される。ダントンは法務大臣に、デムーランはその秘書になったが、対仏同盟軍の脅威が迫っていた。9月、マリー・アントワネットの友人ランバル夫人を含む、反革命容疑をかけられた数千人が虐殺された（九月虐殺）。デムーランはダントンに、法務大臣としてこの惨劇を止めることを求めた。だがダントンはこの事態を国民の統一や戦局の打破に利用しようと考え、友人の願いを拒んだ。9月20日、フランス軍はヴァルミーの戦いでプロイセン軍に勝利した。
国民公会で元国王の裁判が始まり、若手議員のサン=ジュストが処刑を要求する演説を行う。ルイは自分にかけられた反逆罪の容疑を否認し、自身の心を傷つけたのは民衆の血を流したという非難であったと宣言する。 投票の結果ルイの処刑が決定し、1793年1月にギロチンで斬首された。
ロベスピエールとダントンは第二の九月虐殺の発生を防ぐため、革命裁判所を設立した。次第に彼ら山岳派とブリッソーらジロンド派との間で軋轢が高まり、後者は議会から追放された。この事態を受け、地方から来たジロンド派支持者シャルロット・コルデーがマラーを諸悪の根源とみなし暗殺する。
1793年10月15日、革命裁判所でマリー・アントワネットの裁判が行われる。反逆罪や外患罪の他、エベールは法廷で彼女が息子への性的虐待を行ったと証言するが、アントワネットは反論する。彼女は10月16日に処刑された。
ロベスピエールが公安委員会の首班となり、右腕のサン＝ジュストは「恐怖こそが今日の秩序である」と宣言する。 ダントンやデムーランは恐怖政治の終結を訴えるキャンペーンを始める。一方革命の先鋭化を求めるエベールは新聞を通じてダントンを糾弾し、民衆を扇動する。ロベスピエールはダントンを擁護し、エベールと仲間たちは逮捕される。しかしダントンとデムーランもほどなくして逮捕・処刑された。
1794年6月8日、最高存在の祭典が開催される。だが公安委員会内ではロベスピエール一派と他の委員の間の対立があらわになる。7月27日、国民公会で結束した議員たちがロベスピエールを暴君だと糾弾する（テルミドールのクーデター）。ロベスピエールとその支持者たちはパリ市庁舎に逃げ込むが、公会は建物を襲撃する。小競り合いの中、ロベスピエールは自身の顎を撃ち抜いてしまう。捕縛されたサン＝ジュストは掲示された「人権宣言」に目をやり、横たわる瀕死のロベスピエールに「それでも我々は何かを残すことができた」と告げる。翌日、彼らもギロチンにかけられた。

## キャスト
| 役名                              | 俳優                             |
| --------------------------------- | -------------------------------- |
| ジョルジュ・ダントン              | クラウス・マリア・ブランダウアー |
| マクシミリアン・ロベスピエール    | アンジェイ・セヴェリン           |
| ルイ16世                          | ジャン・フランソワ・バルメール   |
| マリー・アントワネット            | ジェーン・シーモア               |
| ミラボー                          | ピーター・ユスティノフ           |
| カミーユ・デムーラン              | フランソワ・クリュゼ             |
| ガブリエル・ダントン              | マリアンヌ・バスレール           |
| リュシル・デムーラン              | マリー・ビュネル                 |
| ジャン=ポール・マラー             | ヴィットリオ・メッツォジョルノ   |
| ポリニャック伯爵夫人              | クラウディア・カルディナーレ     |
| ラファイエット                    | サム・ニール                     |
| ルイ・アントワーヌ・サン=ジュスト | クリストファー・トンプソン       |
| シャルル=アンリ・サンソン         | クリストファー・リー             |
| ルイ・ルジャンドル                | ジャン=フランソワ・ステヴナン    |
| ジャック＝ルネ・エベール          | ジョージ・コラフェイス           |

当初はマリー・アントワネットをグレタ・スカッキ、ラファイエットをサム・ウォーターストン、ガブリエル・ダントンをサンドリーヌ・ボネールが演じる予定だったが、撮影数週間前に交代した。

## 制作
製作には3年の歳月を要した。フランス政府の多大な支援を得て、およそ50,000,000ドル（2023年では122,899,329ドルに相当）の製作費が費やされ、当時のフランス映画で最も高額な作品となった。